# Wang Fan
Wang Fan (chinesisch 王蕃, Pinyin Wáng Fán; * 27. Januar 1994 in Hebei, Volksrepublik China) ist eine chinesische Beachvolleyballspielerin.

## Karriere
Wang Fan spielt seit 2010 auf der FIVB World Tour mit verschiedenen Partnerinnen. 2010 bildete sie ein Duo mit Zhang Changning. Bei den U21-Weltmeisterschaften in Alanya belegten Wang/Zhang Platz fünf. 2011 spielte Wang Fan mit Ma Yuanyuan und 2012 mit Yue Yuan mit jeweils mäßigem Erfolg auf der World Tour. 2013 spielte sie mit Ding Jingjing vorwiegend auf nationalen Turnieren und gegen Jahresende international mit Zheng Yixin. Auf der World Tour 2014 gelangen Wang Fan, diesmal wieder mit Yue Yuan, fast ausnahmslos Top-Ten-Platzierungen, so u. a. ein zweiter Platz beim Grand Slam in Shanghai. Bei der Weltmeisterschaft 2015 in den Niederlanden belegten Wang/Yue Platz fünf und bei den Olympischen Spielen 2016 in Rio de Janeiro Platz neun. Nach einer durchwachsenen Saison 2017 trennten sich die beiden.
Von Ende 2017 bis Mitte 2022 spielte Wang Fan zusammen mit Xia Xinyi. Im August 2018 gewannen sie Gold bei den Asienspielen in Palembang. 2020 gewannen sie in Udon Thani die Asienmeisterschaft. Nach zahlreichen Top-Ten-Platzierungen auf der World Tour (u. a. Platz zwei 2019 beim 4-Sterne-Turnier in Chetumal) qualifizierten sich die beiden Chinesinnen für die Olympischen Spiele in Tokio. Hier belegten sie nach drei Siegen den ersten Platz ihrer Vorrundengruppe, schieden dann allerdings im Achtelfinale gegen die Brasilianerinnen Ana Patrícia / Rebecca aus. Bei der Weltmeisterschaft 2022 in Rom erreichten sie als Gruppenzweite die Hauptrunde, in der sie gegen die Brasilianerinnen Bárbara Seixas und Carol Solberg ausschieden. Von Juli bis November 2022 war Zhu Lingdi Wang Fans Partnerin, mit der sie auf der World Beach Pro Tour das Future-Turnier in Ljubljana gewann und beim Challenge-Turnier in Torquay Platz fünf erreichte.
2023 spielte Wang Fan an der Seite von Dong Jie. Auf der World Beach Pro Tour erreichten die beiden Chinesinnen beim Challenge-Turnier in Jūrmala Platz fünf. Anschließend wurden sie auch Fünfte bei der Asienmeisterschaft in Fuzhou. Bei den Asienspielen im heimatlichen Hangzhou gewannen sie im September die Bronzemedaille. Bei der anschließenden Weltmeisterschaft in Tlaxcala erreichten sie als Gruppenzweite die Hauptrunde, in der sie gegen die Lettinnen Tīna Graudiņa und Anastasija Samoilova ausschieden. Mit Bai Bing gewann Wang Fan 2024 das Futures-Turnier in Pingtan.